# Bradley Walsh

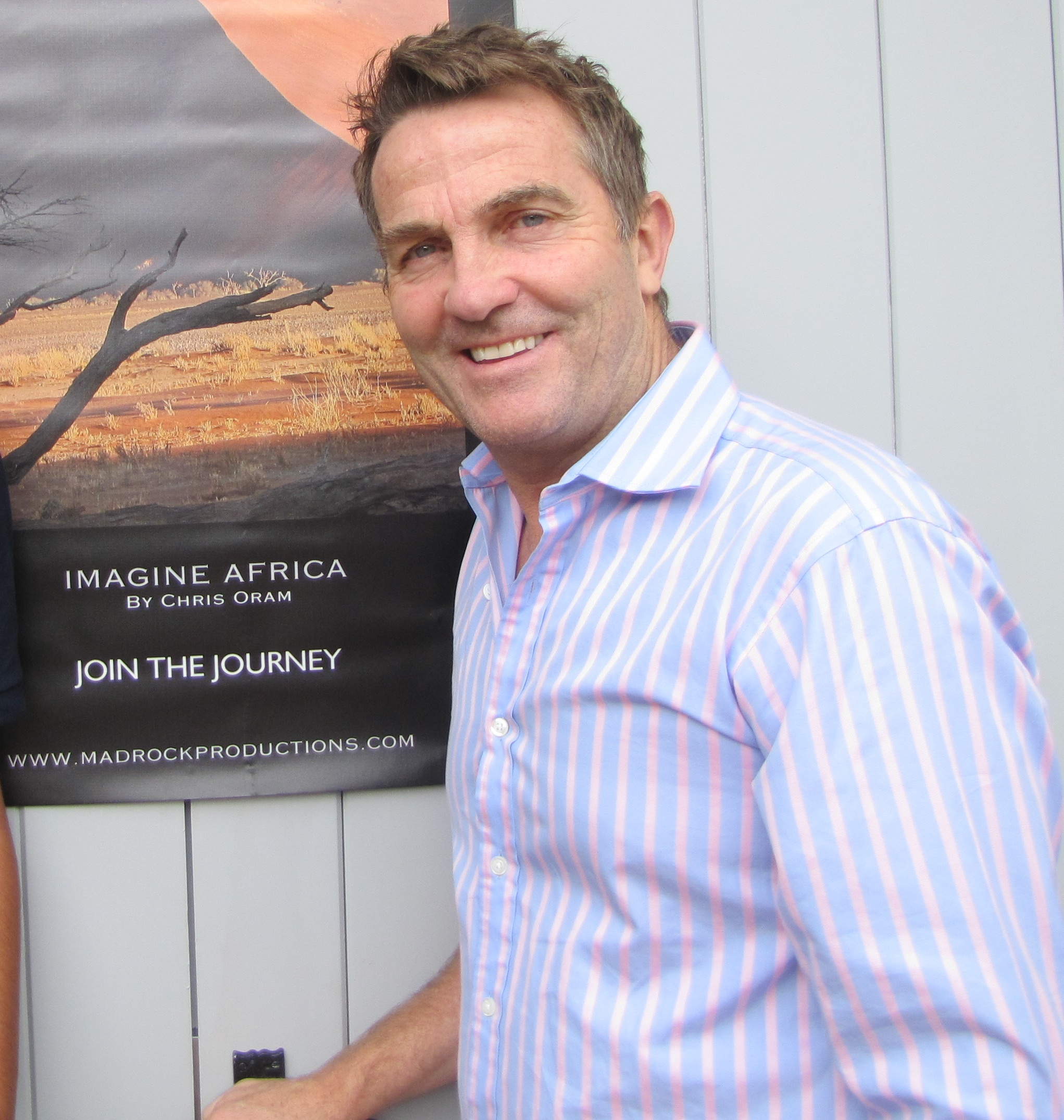
Bradley Walsh (2012)

Bradley John Walsh (* 4. Juni 1960 in Watford, England, Vereinigtes Königreich) ist ein britischer Schauspieler, Sänger und ehemaliger Fußballer. Im deutschsprachigen Raum ist er hauptsächlich durch seine Hauptrolle als Detective Sergeant Ronnie Brooks aus der Serie Law & Order: UK bekannt. Von 2018 bis 2021 spielte er Graham O’Brien, einen der Begleiter des 13. Doktors in der Serie Doctor Who, gespielt von Jodie Whittaker, der ersten Frau in dieser Rolle.

## Leben
Walsh wurde in Watford, England, geboren und wuchs bei Leavesden auf. Schon als Schüler spielte er Fußball und war dabei ein sehr erfolgreicher Torschütze. Als 18-Jähriger wurde er Profi beim FC Brentford, war dabei aber immer nur Mitglied der Reservemannschaft. Mehrere Knöchelverletzungen beendeten seine Karriere jedoch frühzeitig.
Zum Fernsehen kam er nach mehreren verschiedenen Jobs in den 1980er Jahren, Anfang der 1990er Jahre, als er einer der Moderatoren der Fernsehziehungen der britischen National Lottery wurde. Im Jahr 1997 war er für ein Jahr Moderator der britischen Ausgabe der Spielshow Glücksrad. Seine erste Schauspielrolle hatte er in Form einer kleineren Nebenrolle in der Serie Lock, Stock.... inne, später folgten unter anderem Rollen in der Soap Night and Day.
Erste Berührung mit dem Doctor-Who-Franchise hatte er im Jahr 2008 im Spin-off The Sarah Jane Adventures, in welchem er in zwei Folgen zu sehen war.
Seit 2009 spielte er den Detective Sergeant Ronnie Brooks in Law & Order: UK über die komplette Dauer von acht Staffeln. Er präsentiert die Quiz-Show The Chase (Großbritannien) seit 2009.
2017 wurde er als Graham O’Brien, einer der Companions des ersten weiblichen Doktors in Doctor Who, für die 11. Staffel der neuen Serie besetzt.
Walsh ist auch als Sänger tätig. Im Jahr 2016 veröffentlichte er sein Debüt-Album Chasing Dreams, das sich auf Anhieb auf Platz 10 der UK Album Charts und Platz 13 der Scottish Album Charts einfand. 2017 erschien sein zweites Album, When You’re Smiling, welches erneut in den Charts erfolgreich war und sich auf ähnlichen Platzierungen wie sein erstes Album einfand.

## Filmografie (Auswahl)
- 2000: Bube, Dame, König, grAS (Lock, Stock..., Fernsehserie)
- 2001: Mike Bassett: England Manager
- 2001: The Glow
- 2002–2003: Night and Day (Fernsehserie)
- 2003: Murder Investigation Team (Fernsehserie)
- 2004: Murder City (Fernsehserie)
- 2004–2006: Coronation Street (Fernsehserie)
- 2007: Chacun son cinéma – Jedem sein Kino (Chacun son cinéma : une déclaration d’amour au grand écran, Segment Happy Ending)
- 2007: Torn (Miniserie, 3 Folgen)
- 2007: Charles Dickens: Der Raritätenladen (The Old Curiosity Shop, Fernsehfilm)
- 2008: The Sarah Jane Adventures (Fernsehserie, 2 Folgen)
- 2009–2014: Law & Order: UK (Fernsehserie, 53 Folgen)
- seit 2009: The Chase (Quizshow, Moderator)
- 2018: The Holiday Calendar
- 2018–2021: Doctor Who (Fernsehserie)

## Diskografie
| Jahr | Titel               | Höchstplatzierung, Gesamtwochen, AuszeichnungChartsChartplatzierungen (Jahr, Titel, Platzierungen, Wochen, Auszeichnungen, Anmerkungen) | Anmerkungen                             |
| Jahr | Titel               | UK | Anmerkungen                             |
| ---- | ------------------- | --- | --------------------------------------- |
| 2016 | Chasing Dreams      | UK10 Gold · (13 Wo.)UK | Erstveröffentlichung: 25. November 2016 |
| 2017 | When You’re Smiling | UK11 Silber · (9 Wo.)UK | Erstveröffentlichung: 10. November 2017 |